# Fănuș Neagu
Fănuș Neagu (Grădiștea de Sus, 1932. április 5. – Bukarest, 2011. május 24.) román író, drámaíró, forgatókönyvíró. A letűnt, hagyományos balkáni világot megelevenítő prózája miatt az irodalmi balkanizmus egyik meghatározó képviselőjének tekintik.

## Élete
Alapiskolái elvégzése után, 1944–1948 között a jászvásári és a câmpulungi katonai középiskolába járt, majd 1949-től három éven át, 1952-ig a bukaresti, illetve a galați tanítóképzőben folytatta tanulmányait. 1952–1953-ban a Mihai Eminescu Irodalmi Iskola óráit látogatta. 1953-ban helyettesítő tanári állást vállalt Largu falusi általános iskolájában. 1954-ben beiratkozott a Bukaresti Egyetem Bölcsészettudományi Karára, s az egyetem Scânteia Tineretului című almanachját szerkesztette. 1957-ben félbeszakította tanulmányait.
Egyetemi évei alatt publikálta első verseit, de érdeklődése hamar a próza irányába fordult. 1959-ben adták ki első elbeszélésgyűjteményét Ningea în Bărăgan / Havazott Bărăganban címen. Novellái és későbbi jelentős regényei (Îngerul a strigat / És kiáltott az angyal, 1968; Frumoșii nebuni ai marilor orașe / Bolondok becsülete, 1976) a vidék hagyományos, patriarchális világát jelenítik meg, mitikus ködbe vonva a román múltat. Drámáit az 1970-es évek óta játsszák román színpadokon (Scoica de lemn, 1977; Echipa de zgomote / Zajos csapat, 1985; Casa de la Miezul Nopții, 1993).
Mindeközben 1963-tól napjainkig mintegy tizenöt játék- és tévéfilm forgatókönyvírója volt. 1965–1968 között az Amfiteatrum, 1969–1973 között a Luceafărul irodalmi folyóiratot szerkesztette. 1993 decemberében a Bukaresti Nemzeti Színház igazgatójává nevezték ki. 1993 novemberében megválasztották a Román Akadémia levelező, 2001. december 21-én tiszteleti tagjává.

## Főbb művei
- Îngerul a strigat, București, Cartea Românească, 1970
Magyarul: És kiáltott az angyal: Regény, ford. Fodor Sándor, Bukarest, Kriterion, 1972
- Frumoși nebuni ai marilor orașe: Fals tratat despre iubire, București, Eminescu, 1975
Magyarul: Bolondok becsülete: Áltanulmány a szerelemről, ford. Csiki László, Bukarest, Kriterion, 1981
- Scaunul singurătății / A magány széke, București, Cartea Românească, 1987
- Amantul marii doamne Dracula, București, Semne, 2001

### Elbeszéléskötetek
- Ningea în Bărăgan / Havazott Bărăganban, București, Scânteia Tineretului, 1959
- Somnul de la amiază, 1960
- Dincolo de nisipuri, București, Literatură, 1962
- Delta Dunării, București, Editura Meridiane, 1963
- Vară buimacă, București, Literatură, 1967
Magyarul: Fülledt nyár: Novellák, ford. Fodor Sándor, Bukarest, Irodalmi, 1969
- Cronici de carnaval, București, Stadion, 1972
- Fîntîna: Nuvele, Craiova, Scrisul Românesc, 1974
- În văpaia lunii: Nuvele, București, Eminescu, 1979
- Insomnii de mătase, București, Cartea Românească, 1981
- Pierdut în Balcania, București, Sport-Turism, 1982
- Povestiri din drumul Brăilei, București, Eminescu, 1989
- Partida de pocher, București, Eminescu, 1994
- Dincolo de nisipuri, Galați, Porto-Franco, 1994
- Zeul ploii, Chișinău, Litera, 1997

Színdarabjai
- Echipa de zgomote / Zajos csapat, București, Cartea Românească, 1970
- Scoica de lemn, București, Eminescu, 1977
- Casa de la Miezul Nopții, București, Eminescu, 1994

Verseskötetei
- Cronici afurisite, București, Sport-Turism, 1977
- Cartea cu prieteni, București, Sport-Turism, 1979
- A doua carte cu prieteni, București, Sport-Turism, 1985

## Magyarul
- Vörös kakas. Novellák; ford. Békési Ágnes; Irodalmi, Bukarest, 1962
- A Duna-delta; fotó M. Bichiceanu et al., szöveg Fănu Neagu; Meridiane, Bukarest, 1963 (Romániai városok és tájak)
- Fănus Neagu–Vintilă Ornaruː Apostolok. Színmű; ford. Bán Ernő; Népi alkotások tartományi Háza, Brassó, 1967 (Műkedvelők színháza)
- Fülledt nyár. Novellák; ford. Fodor Sándor; Irodalmi, Bukarest, 1969
- És kiáltott az angyal. Regény; ford. Fodor Sándor; Kriterion, Bukarest, 1972
- Bolondok becsülete. Áltanulmány a szerelemről. Regény; ford., utószó Csiki László; Kriterion, Bukarest, 1981 (Román írók)
- Balkániába veszett. Novellák; vál., ford. Kántor Erzsébet, utószó Kántor Lajos; Albatrosz, Bukarest, 1984